# Ceratonereis gracilis
Ceratonereis gracilis är en ringmaskart som först beskrevs av Webster 1884.  Ceratonereis gracilis ingår i släktet Ceratonereis och familjen Nereididae. Inga underarter finns listade i Catalogue of Life.